# David Rocastle
 (6 décembre 2022).
Le contenu est difficilement compréhensible vu les erreurs de traduction, qui sont peut-être dues à l'utilisation d'un logiciel de traduction automatique.
David Carlyle Rocastle (2 mai 1967 – 31 mars 2001) était un footballeur international anglais qui a joué aux postes de milieu de terrain, de meneur de jeu et d'attaquant. Aussi surnommé Rocky Rocastle, il a joué pour les clubs d'Arsenal FC, Leeds United, Manchester City et Chelsea FC, Norwich City, Hull City et équipe de Malaisien Sabah FA,. 
Arsene Wenger l'a décrit comme "un joueur moderne, parce que la révolution du jeu a passé à plus de technique, et plus de compétences" et comme ayant une "dimension exceptionnelle comme un footballeur". Rocastle est considéré comme une figure universellement populaire, iconique et légendaire par de nombreux fans des Gunners.

## Carrière de joueur
Rocastle est né dans Lewisham le 2 mai 1967 à Caraïbes parents immigrés qui sont venus en Angleterre dans les années 1950. Son père est mort en 1972, quand Rocastle avait cinq ans. Sa mère Linda s'est ensuite remariée. Rocastle a fréquenté l'école primaire Turnham et l'école secondaire Roger Manwood dans ses années d'adolescence.

### Arsenal
David Rocastle rejoint Arsenal en 1982 avant d'être promu professionnel trois ans plus tard au Club. Selon son coéquipier Martin Keown «ils ne pouvaient pas comprendre pourquoi Rocastle courait en dribblant avec la tête baissée.» Ils l'ont alors amené à la ligne de médiane et ont demandé : «peux-tu voir le but ?» - et il ne pouvait pas. En début de carrière, il rencontrait des problèmes de vue et devait utiliser des lentilles. Ils l'ont équipé et sa carrière a décollé. 
Le milieu de terrain fait ses premières apparitions pour Arsenal pendant la saison 1985-1986 quand il enregistrerait son premier but pour le Club. Il fait ses débuts contre Newcastle United et a fait 26 apparitions de la Ligue cette saison, marquant une fois que l'arsenal a terminé septième dans la Ligue. Il est demeuré un joueur régulier dans la première équipe après le départ de Don Howe et la nomination de George Graham en tant que gestionnaire à la fin de la 1985-86 saison. Son style de jeu lui a permis d'évoluer dans l'axe du milieu de terrain du centre ou sur le côté droit du jeu. En 1986, il remporte le titre d'arsenal joueur de l'année. L'année suivante, il remporte son premier trophée, qui est venu dans un 2-1 victoire d'Arsenal contre Liverpool FC dans les League Cup. 
Il était un membre du côté arsenal qui a atteint la finale contre Luton Town L'année suivante, mais arsenal a rendu une avance de 2-1 avec seulement sept minutes de la dernière gauche pour jouer, et a fini par perdre 3-2 à un but de dernière minute Luton.
"Rocky" continue sa progression lors des deux saisons suivantes avant d'ajouter le titre de champion d’Angleterre à son palmarès en 1989. Lors de cette saison 1988-1989, Rocastle dispute toutes les rencontres de championnat, signe de sa rapide progression. Il fut l'un des joueurs clés de la formation d'Arsenal qui remporta le titre sur la pelouse d'Anfield (victoire 2-0). Les londoniens avaient l'obligation de s'imposer par deux buts d'écarts face à Liverpool, ce qu'ils feront grâce au but de Michael Thomas dans les derniers instants de la partie. Rocastle sera également récompensé du titre de meilleur jeune joueur du championnat,.
David Rocastle remporta le championnat d'Angleterre pour la seconde fois en 1991, le dixième de l'histoire de son club. Cependant, il ne joue que 16 matchs de championnat en raison d'une blessure au genou. Il remporta également le Charity Shield en 1991, son dernier titre sous le maillot des canonniers. Lors de sa dernière saison dans le club de Londres, il marqua notamment un but d'anthologie sur la pelouse d'Old Trafford, lors d'un match nul 1-1 entre Manchester United et Arsenal le 19 octobre 1991. Il sera vendu à Leeds United à l'issue de la saison où Arsenal finira à la quatrième place.
Il est aujourd'hui encore considéré comme l'un des meilleurs joueurs de l'histoire d'Arsenal. Il a longtemps été un des joueurs favoris du public d'Highbury, son décès en 2001 suscita ainsi une forte vague d'émotion auprès des fans. Son nom figure désormais sur la façade de l'Emirates Stadium aux côtés de 31 autres légendes du club.
Le 31 mars 2013 (12 ans exactement après son décès), lors d'une rencontre de Premier League opposant Arsenal et Wigan Athletic, le stade entier lui a rendu hommage à la septième minute du match (le 7 étant son numéro de maillot).

## Carrière internationale
Après avoir fait deux apparitions pour le côté «b» de l'Angleterre, Rocastle a été plafonné 14 fois pour l'Angleterre au niveau des moins de 21 ans au cours des années 1980, marquant deux fois. En jouant pour les jeunes lions, il a remporté une médaille d'argent au Tournoi de Toulon de 1988 et aussi bien arrivé au Championnat d'Europe de football espoirs demi-finales de la même année,.

## Vie personnelle
Rocastle a trois enfants, son fils Ryan et ses filles Melissa et Monique avec sa femme Janet.

## Honneurs

### Club
Arsenal
- Première Division:
  - Champion: 1988/89, 1990/91
- Coupe de la Ligue anglaise de football:
  - Vainqueur: 1987[10]
- Coupe de la Ligue anglaise de football:
  - Finaliste: 1988[11]
- Charity Shield: 1991

Leeds
Charity Shield: 1991

### International
- Tournoi de Toulon: Finaliste-1988[12]
- Championnat d'Europe de football espoirs: Demi-finaliste-1988[13]

### Individuels
- Joueur d'Arsenal de l'année: 1986[9]
- Membre de l'équipe type PFA de l'année: 1987, 1989

## Carrière
- 1984-1992 : Arsenal  Angleterre
- 1992-1993 : Leeds United  Angleterre
- 1993-1994 : Manchester City  Angleterre
- 1994-1997 : Chelsea  Angleterre
- 1996-1997 : Norwich City  Angleterre
- 1997-1998 : Chelsea  Angleterre
- 1997-1998 : Hull City  Angleterre
- 1999 : Sabah FA  Malaisie[15]